# Simulium darjeelingense
Simulium darjeelingense är en tvåvingeart som beskrevs av Datta 1973. Simulium darjeelingense ingår i släktet Simulium och familjen knott. Inga underarter finns listade i Catalogue of Life.